# PLASiST
株式会社PLASiST（プラシスト、PLASiST Co. Ltd.）は、大阪市中央区に本社を置く化学メーカーである。顔料、着色剤、機能性材料の開発・製造を行っている。日本ピグメントの連結子会社。旧社名は住化カラー株式会社。
2024年4月30日付で、住友化学が保有する全株式（87.34%）が日本ピグメントに譲渡されたと同時に、住化カラーは住化グループから離脱した。
2024年10月1日付で、商号を株式会社PLASiSTに変更した。

## 主力製品・事業
- 有機顔料
- 各種合成樹脂（PE、PP、PS、PVC、PPE、PET、PBT、MMA、ABS、エンジニアリングプラスチック、その他）用着色剤およびコンパウンド
- 各種合成樹脂用機能性マスターバッチおよびコンパウンド
- 水性用およびゴム・EVA用着色剤
- コンピュータカラーマッチングシステム

## 事業所
- 大阪本社 - 〒541-0047 大阪府大阪市中央区淡路町3丁目6番3号 御堂筋MTRビル9階
- 東京支店 - 〒101-0054 東京都千代田区神田錦町3丁目20番地 錦町トラッドスクエア8階
- 大阪工場 - 〒664-0842 兵庫県伊丹市森本1-35
- 千葉工場 - 〒299-0266 千葉県袖ケ浦市北袖9-1
- 開発研究所- 〒664-0842 兵庫県伊丹市森本1-35

## 関係会社
- 上海金住色母料有限公司
- 普拉希司特新材料（南通）有限公司
- 大恭化学工業股份有限公司